# Correo
Correo  (in latino Correus; ... – 51 a.C.) è stato un principe e condottiero gallo, al tempo della Conquista della Gallia.

## Biografia
Correo, uno dei capi dei Bellovaci, si mise in evidenza per il suo spirito di indipendenza e di odio contro con gli invasori Romani. Per questi motivi fu eletto capo militare non solo della sua tribù, ma anche di tutte quelle che si rivoltarono contro Cesare nel 51 a.C., tra cui vi furono Aulerci, Ambiani, Atrebati, Caleti e Veliocassi.
Correo condusse la campagna con grande abilità, fino a quando, radunato tutto l'esercito, fu affrontato da Cesare in campo aperto nei pressi dell'attuale Compiègne, lungo il fiume Axona, e i Romani misero in rotta il nemico, facendone strage. Lo stesso Correo, non volendo cadere nelle mani del nemico, preferì combattere fino alla morte.